# Anjozorobe (Distrikt)

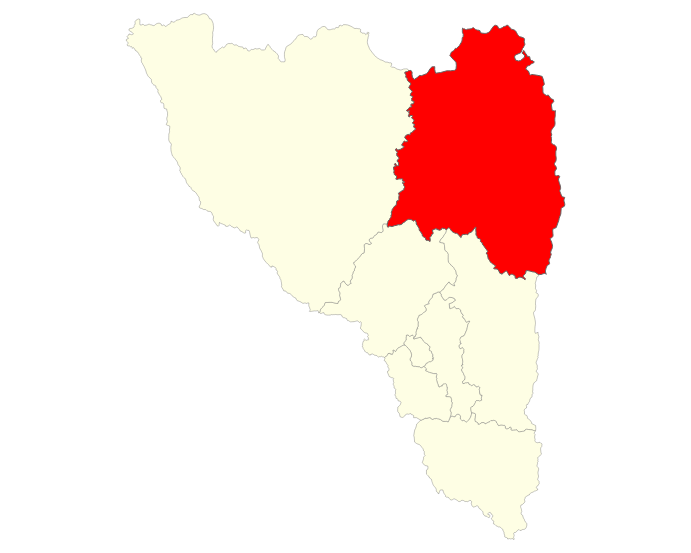
Anjozorobe (rot) in der Region Analamanga

Anjozorobe ist ein Distrikt in der Region Analamanga in Madagaskar. 2001 lebten dort auf einer Fläche von 3714 km² 145.410 Menschen. Der Hauptort des Distriktes ist Anjozorobe.

## Gliederung
Dem Distrikt gehören 12 Gemeinden an:
- Alakamisy
- Ambatomanoina
- Amboasary
- Ambohibary
- Ambongamarina
- Analaroa
- Anjozorobe
- Antanetibe
- Beronono
- Betatao
- Mangamila
- Marotsipoy